# David Ekberg
Sven David Bernhard Ekberg, född 21 november 1915 i Malmö, död 2 april 1954 i Lund, var en svensk konstnär.
Han var son till maskinisten August Ekberg och Maria Carlsson samt från 1941 gift med Inga Dittlau. Ekberg studerade konst för Anders Olson i Malmö 1943–1947 och vid Skånska målarskolan 1947–1948 samt under studieresor till bland annat Paris, London och Algeriet. Han medverkade i Konstnärsgillet i Lund och Skånes konstförenings utställningar. Hans konst består av stilleben och landskap i olja eller pastell. Ekberg är begravd på Norra kyrkogården i Lund.